# Grotte du Pigailh
La grotte du Pigailh, plus rarement grotte de Fajal, est une caverne du massif du Plantaurel, sur le territoire de la commune d’Aigues-Juntes, dans le département français de l’Ariège.

## Situation
Située sur un flanc rocheux du massif du Plantaurel, à trois kilomètres au nord d’Aigues-Juntes, la grotte est accessible par un petit sentier accidenté. Elle se trouve à 490 m d’altitude.

## Topographie
L’entrée de la grotte est difficilement accessible, du fait des nombreux rochers et épineux qui l’entourent. Elle s’ouvre sur une chambre de 13 m sur 4 m ; elle se prolonge sur une galerie de 10 m de long, de laquelle se détache une seconde galerie sur la gauche de 20 m de long, jusqu’à un éboulis qui empêche de mener plus avant. La grotte fait donc en tout 43,5 m de long, sur 3,5 m de large en moyenne.

## Géologie
La grotte se trouve sur l’adret du Plantaurel, massif calcaire du piémont pyrénéen.

## Faune
Les relevés faits par B. Delay en 1978 ont montré que la population de Speonomus longicornis (coléoptères) pouvait atteindre jusqu’à 100 000 individus en été, pour une moyenne de 50 000 (pour la même saison).
La présence d’Aphaenops (autre genre de coléoptère) est également attestée, de même que des Antrocharis querilhaci.
Ont aussi été répertoriées pour la grotte du Pigailh trois espèces de chauves-souris : le petit rhinolophe, le grand rhinolophe et le minioptère de Schreibers.

## Découverte et fouilles
Les fouilles effectuées par Miquel et Ladevèze en 1888 ont mis en évidence des gisements de l’époque de l’âge du fer et de l’époque gallo-romaine.
Sous une première couche de pierrailles furent découverts des tessons de poterie relativement récents, de même que des ossements humains. La deuxième couche a révélé quatorze pièces de monnaie de l’époque gallo-romaine, à l’effigie de l’empereur romain Antonin le Pieux (qui régna de 138 à 161), de Tetricus, usurpateur romain (règne de 271 à 273) et de Licinius, empereur de 308 à 324. Neuf autres pièces n’ont pu être identifiées. Des restes de poterie vulgaire ont été mis au jour dans la troisième couche. La présence d’ossements carbonisés auprès des tessons, conjugué au fait que ceux-ci sont plus cuits sur la surface intérieure, tend à prouver qu’une des destinations de la grotte fut la conservation d’urnes funéraires.
La liste des objets exhumés se trouve dans le compte rendu fait par Miquel dans le Bulletin de la Société ariégeoise des sciences, lettres et arts de l’année 1889.
Xavier Leclercq, qui a effectué des sondages en 1969-1970, a notamment trouvé « quatre anneaux de bronze décorés de chevrons ou de cannelures verticales et une herminette en fer », datés du premier âge du fer
.

## Seconde Guerre mondiale
La grotte fut un abri pour les maquisards durant l’occupation allemande, notamment pour des Guérilleros espagnols.

## Valorisation
La grotte a été retenue pour être intégrée à la réserve nationale des milieux souterrains de l’Ariège, actuellement en projet.